# Calliphylloceras
Calliphylloceras – rodzaj głowonogów z wymarłej podgromady amonitów, z rzędu Phylloceratida
Żył w okresie jury i kredy (hettang – alb).